# Dateisystem
Das Dateisystem (englisch file system oder filesystem) ist eine Ablageorganisation auf einem Volume wie etwa einem Datenträger eines Computers. Dateien können angelegt, gelesen, verändert oder gelöscht werden (CRUD). Für den Nutzer müssen Dateiname und computerinterne Dateiadressen miteinander verknüpft werden. Das (sichere) Abspeichern und das (leichte) Wiederfinden sind wesentliche Aufgaben eines Dateisystems. Das Ordnungs- und Zugriffssystem berücksichtigt die Geräteeigenschaften und ist elementarer Bestandteil eines Computersystems oder eines Betriebssystems.
Der Zugriff auf Dateien und Verzeichnisse eines Dateisystems erfolgt über die Verzeichnisstruktur.

## Begriff
Der Begriff „Dateisystem“ kann sich einerseits auf den gesamten übergeordneten Verzeichnisbaum, die Verzeichnisstruktur, beziehen, andererseits auf individuell einbindbare Dateisysteme, etwa auf Partitionen. Da ein Dateisystem oft je Partition oder Volume eingesetzt wird, findet sich der Begriff „Dateisystem“ auch oft als Synonym für „Partition“ wieder – tatsächlich ist das Dateisystem jedoch der Inhalt und die Partition nur ein möglicher Rahmen, in dem der Speicherplatz als Volume dafür zur Verfügung gestellt wird.
Auf den meisten Betriebssystemen wird mehr als ein Dateisystem unterstützt. Jedes Dateisystem muss auf einem getrennt ansprechbaren logischen Volume untergebracht sein, etwa einer Partition oder einem zusätzlichen Datenträger wie einer Festplatte. Die Initialisierung dieses logischen getrennten Datenspeichers wird Formatierung genannt. Der Inhalt des Dateisystems wird durch Einhängen, Einbinden bzw. Mounten (von englisch to mount) im laufenden System zugänglich gemacht.

## Geschichte
Historisch gesehen sind schon die ersten Lochstreifen- (auf Film- später auf Papierstreifen) und Lochkarten-Dateien Dateisysteme. Sie bilden ebenso wie Magnetbandspeicher lineare Dateisysteme. Die später für die Massenspeicherung und schnellen Zugriff entwickelten Trommel- und Festplattenspeicher ermöglichten dann erstmals durch wahlfreien Zugriff auf beliebige Positionen im Dateisystem komplexere Dateisysteme. Diese Dateisysteme bieten die Möglichkeit, per Namen auf eine Datei zuzugreifen. Das Konzept der Dateisysteme wurde schließlich so weit abstrahiert, dass auch Zugriffe auf Dateien im Netz und auf Geräte, die virtuell als Datei verwaltet werden, über Dateisysteme durchgeführt werden können. Somit sind Anwendungsprogramme in der Lage, auf diese unterschiedlichen Datenquellen über eine einheitliche Schnittstelle zuzugreifen.

## Eigenschaften
Dateien haben in einem Dateisystem fast immer mindestens einen Dateinamen sowie Attribute, die nähere Informationen über die Datei geben. Die Dateinamen sind in Verzeichnissen abgelegt; Verzeichnisse sind üblicherweise spezielle Dateien. Über derartige Verzeichnisse kann ein Dateiname (und damit eine Datei) sowie die zur Datei gehörenden Daten vom System gefunden werden. Ein Dateisystem bildet somit einen Namensraum. Alle Dateien (oder dateiähnlichen Objekte) sind so über eine eindeutige Adresse (Dateiname inkl. Pfad oder URI) – innerhalb des Dateisystems – aufrufbar. Der Name einer Datei und weitere Informationen, die den gespeicherten Dateien zugeordnet sind, werden als Metadaten bezeichnet.
Für unterschiedliche Datenträger (wie Magnetband, Festplattenlaufwerk, optische Datenträger (CD, DVD, …), Flash-Speicher, …) gibt es darauf spezialisierte Dateisysteme.
Das Dateisystem stellt eine bestimmte Schicht des Betriebssystems dar: Alle Schichten darüber (Rest des Betriebssystems, Anwendungen) können auf Dateien abstrakt über deren Klartext-Namen zugreifen. Erst mit dem Dateisystem werden diese abstrakten Angaben in physische Adressen (Blocknummer, Spur, Sektor usw.) auf dem Speichermedium umgesetzt. In der Schicht darunter kommuniziert der Dateisystemtreiber dazu mit dem jeweiligen Gerätetreiber und mittelbar auch mit der Firmware des Speichersystems (Laufwerks). Letztere nimmt weitere Organisationsaufgaben wahr, beispielsweise den transparenten Ersatz fehlerhafter Blöcke durch Reserveblöcke.

### Organisation von Massenspeichern
Massenspeichergeräte wie Festplatten-, CD-ROM- und Diskettenlaufwerke haben normalerweise eine Blockstruktur, d. h. aus Betriebssystemsicht lassen sich Daten nur als Folge ganzer Datenblöcke lesen oder schreiben. Ein Speichergerät präsentiert das Speichermedium gegenüber dem Betriebssystem lediglich als große lineare Anordnung vieler nummerierter (und darüber adressierbarer) Blöcke.
Ein Block umfasst heute meistens 512 (= 29) oder 4096 (= 212) Bytes, auf optischen Medien (CD-ROM, DVD-ROM) 2048 (= 211) Bytes. Moderne Betriebssysteme fassen aus Performance- und Verwaltungsgründen mehrere Blöcke zu einem Cluster fester Größe zusammen. Heute sind Cluster mit acht oder noch mehr Blöcken üblich, also 4096 Bytes pro Cluster. Die Clustergröße ist im Allgemeinen eine Zweierpotenz (1024, 2048, 4096, 8192, …).
Eine Datei ist ein definierter Abschnitt eines Datenspeichers, der auf dem Gerät aus einem oder mehreren Clustern besteht. Jede Datei erhält außerdem eine Beschreibungsstruktur, die die tatsächliche Größe, Referenzen auf die verwendeten Cluster und evtl. weitere Informationen wie Dateityp, Eigentümer, Zugriffsrechte enthalten kann (Metadaten).
Für die Zuordnung von Clustern zu Dateien gibt es dabei mehrere Möglichkeiten.
- Die Referenz einer Datei besteht aus der Clusternummer des Anfangsclusters und der Anzahl der darauf (physisch sequenziell) folgenden Cluster. Nachteile: bei Vergrößerung muss ggf. die ganze Datei verschoben werden. Dies verkompliziert das Dateihandling und führt zu unzureichender Performance bei vielen großen Dateien. So kann es vorkommen, dass eine Datei nicht gespeichert werden kann, obwohl noch genügend freier Speicher auf dem Datenträger vorhanden ist.
- Die Referenz einer Datei besteht aus der ersten Clusternummer. In jedem Cluster der Datei wird die Clusternummer des Folgeclusters gespeichert. Es ergibt sich eine verkettete Liste. Nachteile: Will man die Datei nicht sequenziell lesen, sondern zum Beispiel nur das Ende, muss das Betriebssystem dennoch die ganze Datei einlesen, um das Ende zu finden.
- Freie Zuordnung von Dateiclustern zu Folgeclustern durch eine Tabelle auf dem Massenspeicher (Beispiel: FAT). Nachteile: sehr große Beschreibungsstruktur, sequenzielles Lesen oder Schreiben etwas langsamer als ideal, da Zuordnungsinformationen weder gebündelt noch bei den Daten vorliegen.
- Speicherung eines Feldes von Tupeln (Extent-Anfangscluster, Extentlänge) in der Beschreibungsstruktur der Datei. Ein Extent ist dabei eine Folge von sequentiellen Clustern. Dies wird heute in vielen Dateisystemen so umgesetzt.

Verzeichnisse enthalten Dateinamen und Referenzen zu den jeweiligen Beschreibungsstrukturen. Da Verzeichnisse auch Speicherflächen sind, werden meist speziell gekennzeichnete Dateien als Verzeichnisse verwendet. Die erste Beschreibungsstruktur kann dabei das Ausgangsverzeichnis enthalten.
Ein weiterer eigener Bereich auf dem Speichermedium dient der Buchführung, welche Blöcke oder Cluster schon belegt und welche noch frei sind. Ein oft dafür genutztes Mittel ist die Block Availability Map (BAM), in der für jeden Block ein Speicherbit angelegt ist, das anzeigt, ob der Block belegt oder frei ist. Die BAM enthält im Prinzip redundante Informationen und dient der Effizienz der Verwaltung; sollten die dort gespeicherten Informationen verlorengehen, so kann die BAM neu erstellt werden.
Im Allgemeinen ist der erste Block für einen sogenannten Bootsektor (z. B. Master Boot Record) reserviert, der für das Hochfahren des Systems verwendet werden kann. Auf einem Speichermedium mit mehreren Partitionen steht unmittelbar im Anschluss typischerweise die Partitionstabelle, die Organisationsdaten zu den Partitionen enthält. Weder Bootblock noch Partitionstabelle sind Teil des eigentlichen Dateisystems.
Meist enthält jede Partition ein eigenes, von den Daten auf anderen Partitionen unabhängiges Dateisystem; die Ausführungen oben beziehen sich auf die einzelnen Partitionen, die sich eine nach der anderen an die Partitionstabelle anschließen.
| Boot                                                                          | Beschreibungsstrukturen | Liste freier Cluster | Cluster mit Dateien und Verzeichnissen |
| Beispiel für die Aufteilung eines Massenspeichers für ein simples Dateisystem |                         |                      |                                        |

Aus Effizienzgründen, also vor allem zur Erhöhung der Leistung/Zugriffsgeschwindigkeit, wurden diverse Strategien entwickelt, wie diese Organisationsstrukturen innerhalb des zur Verfügung stehenden Speicherbereichs angeordnet werden. Da es beispielsweise in vielen Dateisystemen beliebig viele Unterverzeichnisse geben kann, verbietet es sich von vornherein, feste Plätze für diese Verzeichnisstrukturen zu reservieren, es muss alles dynamisch organisiert werden. Es gibt auch Dateisysteme wie einige von Commodore, die die grundlegenden Organisationsstrukturen wie Wurzelverzeichnis und BAM in der Mitte des Speicherbereichs (statt wie meist bei anderen an dessen Anfang) anordnen, damit der Weg, den der Schreib-Lese-Kopf von dort zu den eigentlichen Daten und zurück zurückzulegen hat, im Mittel verringert wird. Allgemein kann es ein Strategieansatz sein, eigentliche Daten und ihre Organisationsdaten physisch möglichst nah beieinander anzuordnen.

## Arten von Dateisystemen

### Lineare Dateisysteme
Die historisch ersten Dateisysteme waren lineare Dateisysteme auf Lochband oder Lochkarte sowie die noch heute für die Sicherung von Daten eingesetzten Magnetbandsysteme.

### Flache Dateisysteme
Frühe Dateisysteme (CP/M, Apple DOS, Commodore DOS, 86-DOS) haben nur ein einzelnes Verzeichnis, das dann Verweise auf alle Dateien des Massenspeichers enthält. Dies war bei Datenspeichern mit limitierter Kapazität, wie Disketten oder Magentbändern, meist kein großes Problem, denn das Thema, auf das sich der Inhalt bezieht, kann dabei einfach auf dem Datenträger selbst vermerkt werden.

### Hierarchische Dateisysteme
Mit wachsender Kapazität der Datenträger wurde es immer schwieriger, den Überblick über hunderte und tausende Dateien zu bewahren, deshalb wurde das Konzept der Unterverzeichnisse eingeführt. Ein hierarchisches Dateisystem wurde für das Betriebssystem Multics entwickelt und, nachdem dessen gemeinsame Entwicklung eingestellt wurde, von AT&T Unix Version 1 von 1971 übernommen. Damit war die Grundlage für die meisten modernen Dateisysteme gelegt, die im Wurzelverzeichnis neben regulären Dateien auch Verweise auf weitere Verzeichnisse, die Unterverzeichnisse, enthalten können, mit möglicherweise wiederum weiteren Unterverzeichnissen.
Dadurch entsteht eine Verzeichnisstruktur, die oft als Verzeichnisbaum dargestellt wird. Das Festplattenlaufwerk C: unter Windows beinhaltet beispielsweise neben Dateien wie boot.ini und ntldr auch Verzeichnisse wie Programme, Dokumente und Einstellungen usw. Ein Verzeichnis wie zum Beispiel Eigene Dateien kann dann wieder Unterverzeichnisse wie Eigene Bilder oder Texte enthalten. In Texte können dann beispielsweise die normalen Dateien Brief1.txt und Brief2.txt stehen.
Die Verzeichnisse werden auch Ordner genannt und sind, je nach Betriebssystem, durch ein Größer-als-Zeichen > (Multics), einen Schrägstrich (englisch slash) / (Unix, Linux, macOS, AmigaOS), einen Punkt . (OpenVMS), einen umgekehrten Schrägstrich (englisch backslash) \ (DOS, Windows, TOS) oder einen Doppelpunkt : (ältere Mac-OS-Versionen) getrennt. Da sich eine Hierarchie von Verzeichnissen und Dateien ergibt, spricht man hier von hierarchischen Dateisystemen. Den Weg durch das Dateisystem, angegeben durch Verzeichnisnamen, die mit den Trennzeichen voneinander getrennt werden, nennt man Pfad. Auf die Datei Brief 1 (als Textdatei üblicherweise mit der Erweiterung .txt) im Unterverzeichnis Texte kann mit
- >udd>Project_id>Person_id>Texte>Brief 1.txt (Multics)[5][6][7]
- /home/benutzername/Texte/Brief 1.txt (Unix und die meisten Unix-artigen Systeme, etwa Linux)
- DISK$Laufwerksname:[USERS.benutzername.TEXTE]BRIEF1.TXT;1 (VMS bzw. OpenVMS, Dateisystem Files-11 mit ODS-2)
- C:\TEXTE\BRIEF1.TXT (MS-DOS/PC DOS ab Version 2.0)
- Macintosh HD:Dokumente:Texte:Brief 1 (klassisches Mac OS)
- C:\Dokumente und Einstellungen\Benutzername\Eigene Dateien\Texte\Brief 1.txt (ab Windows 95, im konkreten Beispiel: Windows 2000/XP)
- Laufwerksname:Texte/Brief 1.txt (AmigaOS)
- /Users/Benutzername/Texte/Brief 1.txt (macOS, vormals Mac OS X)
- C:\Users\Benutzername\Documents\Texte\Brief 1.txt (ab Windows Vista) – im Windows-Explorer wird dies jedoch lokalisiert angezeigt (u. a. Dokumente statt englisch Documents)[4]

zugegriffen werden. Bei DOS/Windows gibt es Laufwerksbuchstaben gefolgt von einem Doppelpunkt, die den Pfaden innerhalb des Dateisystems vorangestellt werden. Jeder Datenträger bekommt seinen eigenen Buchstaben, zum Beispiel meist C: für die erste Partition der ersten Festplatte. Bei Unix gibt es keine Laufwerksbuchstaben, sondern nur einen einzigen Verzeichnisbaum. Die einzelnen Datenträger werden dort an bestimmten Stellen im Baum eingehängt (Kommando mount), so dass alle Datenträger zusammen den Gesamtbaum ergeben. Windows-Varianten, die auf Windows NT basieren, arbeiten intern ebenfalls mit einem solchen Baum, dieser Baum wird aber gegenüber dem Anwender verborgen.
Unter AmigaOS erfolgt eine Mischung der Ansätze von DOS und Unix. Die nach Unix-Nomenklatur bezeichneten Laufwerke werden mit Doppelpunkt angesprochen (df0:, hda1:, sda2:). Darüber hinaus können logische Doppelpunkt-Laufwerksbezeichnungen wie LIBS: per ASSIGN unabhängig vom physischen Datenträger vergeben werden.
Die Verzeichnispfade von OpenVMS unterscheiden sich stark von Unix-, DOS- und Windows-Pfaden. Zuerst nennt OpenVMS die Geräteart, z. B. bezeichnet „DISK$“ einen lokalen Datenträger. Der Laufwerksname (bis zu 255 Zeichen lang) wird angefügt und mit einem Doppelpunkt abgeschlossen. Der Verzeichnis-Teil wird in eckige Klammern gesetzt. Die Unterverzeichnisse werden durch Punkte getrennt, z. B. „[USERS.Verzeichnis.Verzeichnis2]“. Am Ende des Pfads folgt der Dateiname, beispielsweise „Brief1.TXT;1“. Dessen erster Teil ist ein sprechender Name und bis zu 39 Zeichen lang. Nach einem Punkt folgt der dreistellige Dateityp, ähnlich wie bei Windows. Am Ende wird die Version der Datei, getrennt durch ein Semikolon „;“, angefügt.
Häufig bezeichnet der Begriff Dateisystem nicht nur die Struktur und die Art, wie die Daten auf einem Datenträger organisiert werden, sondern allgemein den ganzen Baum mit mehreren verschiedenen Dateisystemen (Festplatte, CD-ROM, …). Korrekterweise müsste man hier von einem Namensraum sprechen, der von verschiedenen Teilnamensräumen (den Dateisystemen der eingebundenen Datenträger) gebildet wird, da aber dieser Namensraum sehr dateibezogen ist, wird häufig nur vom Dateisystem gesprochen.

#### Netzwerkdateisysteme
Die Systemaufrufe wie open, read usw. können auch über ein Netzwerk an einen Server übertragen werden. Dieser führt dann die Zugriffe auf seine Massenspeicher durch und liefert die angeforderte Information an den Client zurück.
Da dieselben Systemaufrufe verwendet werden, unterscheiden sich die Zugriffe aus Programm- und Anwendersicht nicht von der auf die lokalen Geräte. Man spricht hier von transparenten Zugriffen, weil der Anwender die Umlenkung auf den anderen Rechner nicht sieht, sondern scheinbar unmittelbar auf die Platte des entfernten Rechners schaut – wie durch eine transparente Glasscheibe. Für Netzwerkdateisysteme stehen spezielle Netzwerkprotokolle zur Verfügung.
Kann auf ein Dateisystem etwa in einem Storage Area Network (SAN) von mehreren Systemen parallel direkt zugegriffen werden, spricht man von einem Globalen- oder Cluster-Dateisystem. Dabei sind zusätzliche Maßnahmen zu ergreifen, um Datenverlust (englisch data corruption) durch gegenseitiges Überschreiben zu vermeiden. Dazu wird ein Metadaten-Server eingesetzt. Alle Systeme leiten die Metadaten-Zugriffe – typischerweise über ein LAN – an den Metadaten-Server weiter, der diese Operationen wie Verzeichniszugriffe und Block- beziehungsweise Clusterzuweisungen vornimmt. Der eigentliche Datenzugriff erfolgt dann über das SAN, als ob das Dateisystem lokal angeschlossen wäre. Da der Zusatzaufwand (englisch overhead) durch die Übertragung an den Metadaten-Server insbesondere bei großen Dateien kaum ins Gewicht fällt, kann eine Übertragungsgeschwindigkeit ähnlich der eines direkt angeschlossenen Dateisystems realisiert werden.
Eine Besonderheit stellt das WebDAV-Protokoll dar, das Dateisystem-Zugriffe auf entfernt liegende Dateien via HTTP ermöglicht.

#### Pseudo-Dateisysteme: spezielle virtuelle Dateisysteme
Das open-read-Modell lässt sich auch auf Geräte und Objekte anwenden, die normalerweise nicht über Dateisysteme angesprochen werden. Dadurch wird der Zugriff auf diese Objekte identisch mit dem Zugriff auf normale Dateien, was dem Unix-Konzept Everything is a file entspricht und dadurch den Vorteil bringt, diese Daten in gleicher Weise wie etwa Konfigurationsdateien nutzen zu können.
Unter den derzeitigen Linux-Kernels (u. a. Version 2.6) lassen sich System- und Prozessinformation über das virtuelle proc-Dateisystem abfragen und ändern. Die virtuelle Datei /proc/cpuinfo liefert zum Beispiel Informationen über den Prozessor. Unter Linux gibt es einige solcher Pseudo-Dateisysteme. Dazu zählen u. a. sysfs, configfs, usbfs, devfs oder devpts; unter einigen BSDs gibt es ein kernfs. All diese Dateisysteme enthalten nur rein virtuell vorhandene Dateien mit Informationen oder Geräten, die auf eine „Datei“ abgebildet werden.
Der Kernel gaukelt hier die Existenz einer Datei vor, wie sie auch auf einem Massenspeicher vorhanden sein könnte.
Dateien in ramfs oder tmpfs und ähnlichen Dateisystemen existieren demgegenüber tatsächlich, werden aber nur im Arbeitsspeicher gehalten. Sie werden aus Geschwindigkeitsgründen und aus logisch-technischen Gründen während der Boot-Phase eingesetzt.
Neben Linux gibt es auch für diverse andere Betriebssysteme sogenannte RAM-Disks, mit denen ein komplettes virtuelles Laufwerk im Arbeitsspeicher realisiert wird, vor allem aus Geschwindigkeitsgründen.

#### Besonderheiten
Viele moderne Dateisysteme haben das Prinzip der Datei verallgemeinert, so dass man in einer Datei nicht nur eine Folge von Bytes, einen sogenannten Stream (von englisch data stream für Datenstrom), sondern mehrere solcher Folgen (alternative Datenströme) abspeichern kann. Dadurch ist es möglich, Teile einer Datei zu bearbeiten, ohne eventuell vorhandene andere Teile, die sehr groß sein können, verschieben zu müssen.
Problematisch ist die mangelnde Unterstützung von multiplen Streams. Das äußert sich zum einen darin, dass alternative Daten beim Transfer auf andere Dateisysteme (ISO 9660, FAT, ext2) ohne Warnung verloren gehen, zum anderen darin, dass kaum ein Werkzeug diese unterstützt, weshalb man die dort gespeicherten Daten nicht ohne Weiteres einsehen kann und beispielsweise Virenscanner dort abgespeicherte Viren übersehen.
Aus der Tatsache, dass der Hauptdatenstrom von Änderungen an den anderen Strömen nicht berührt wird, ergeben sich Vorteile für die Performance, den Platzbedarf und die Datensicherheit.
Nicht nur unter Inode-basierten Dateisystemen sind Sparse-Dateien, Hardlinks und symbolische Verknüpfungen möglich.
Für Massenspeicher wie CD-ROM oder DVD gibt es eigene Dateisysteme, die Betriebssystem-übergreifend Anwendung finden, vor allem ISO 9660, weitere siehe unten bei Besonderheiten.
Dateisysteme aus dem Unix-Bereich kennen besondere Gerätedateien. Deren Namen sind dabei oft per Übereinkommen festgelegt, sie können nach Belieben umbenannt werden; so haben zum Beispiel auch die Tastatur, Maus und andere Schnittstellen spezielle Dateinamen, auf die mit open, read, write zugegriffen werden kann, sogar der Hauptspeicher hat einen Dateinamen, /dev/mem. (Die Unix-Philosophie dazu lautet: „Alles ist eine Datei, und wenn nicht, sollte es eine Datei sein.“)
In anderen Betriebssystemen (wie unter MS-DOS ab Version 2.0) gibt es ebenfalls Gerätedateien: COM:, CON:, LPT:, PRN: und andere. Diese Geräte können analog zu einer Datei geöffnet und über eine Zugriffsnummer (Handle) gelesen und beschrieben werden. Sie haben aber verständlicherweise keinen Dateizeiger. Im Unterschied zu den Blockgeräten (auch „Laufwerke“ genannt: A:, B:, C: usw.) enthalten sie keine Dateien, sondern verhalten sich selbst – mit gewissen Einschränkungen – wie Dateien. Diese Pseudodateien existieren seit PC DOS 2.0 bzw. MS-DOS 2.0, das stark von UNIX beeinflusst wurde. Unter Berücksichtigung der DOS-Gerätetreiberspezifikation ist es dem Benutzer möglich, eigene Gerätetreiber zu schreiben, sie per DEVICE-Befehl zu laden und über ebensolche Pseudodateinamen anzusprechen. Diese besonderen Dateinamen waren in der Vergangenheit öfters Anlass von Sicherheitsproblemen, da die entsprechenden Namen zum Teil einigen Applikationen nicht bekannt waren und daher nicht herausgefiltert wurden, aber zum Teil auch weil der Zugriffsschutz auf die damit assoziierten Geräte unzureichend geregelt war.
Darüber hinaus existieren Dateisysteme, die mehrere darunterliegende Speichermedien („volumes“) überspannen können (z. B. die Dateisysteme ZFS und Btrfs), die eine Versionierung von Dateien schon inhärent ermöglichen (z. B. VMS) oder deren Größe zur Laufzeit geändert werden kann (z. B. AIX).
Manche Dateisysteme bieten Verschlüsselungsfunktionen an, Umfang und Sicherheit der Funktionen variieren dabei.

### Assoziative Dateiverwaltung
Diese werden häufig fälschlicherweise als Datenbankdateisysteme oder SQL-Dateisysteme bezeichnet, hierbei handelt es sich eigentlich nicht um Dateisysteme, sondern um Informationen eines Dateisystems, die in aufgewerteter Form in einer Datenbank gespeichert und in, für den Anwender intuitiver Form, über das virtuelle Dateisystem des Betriebssystems dargestellt werden.

### Sicherheitsaspekte
Das Dateisystem darf von sich aus keine Daten verlieren oder ungewollt überschreiben. Insbesondere zwei Fälle bringen Gefahren mit sich:
Wenn im Multitasking mehrere Aufgaben gleichzeitig anstehen, muss das Dateisystem die einzelnen Aktionen sauber auseinanderhalten, damit nichts durcheinanderkommt. Wenn die Aufgaben auch noch dieselbe Datei ansprechen, sei es nur lesend oder auch schreibend, werden typischerweise entsprechende Sperrmechanismen (Locks) zur Verfügung gestellt oder automatisch in Kraft gesetzt, um Konflikte zu vermeiden. Gleichzeitige Zugriffe von mehreren Seiten z. B. auf eine große Datenbankdatei sind aber auch der Normalfall, so dass man neben globalen Sperren, die die ganze Datei betreffen, auch solche nur für einzelne Datensätze (Records) benutzen kann.
Wenn ein Laufwerk gerade auf ein Speichermedium schreibt und die Betriebsspannung in diesem Moment ausfällt, dann besteht die Gefahr, dass nicht nur die eigentlichen Daten unvollständig geschrieben werden, sondern dass vor allem die organisatorischen Einträge im Verzeichnis nicht mehr korrekt aktualisiert werden. Um diese Gefahr zumindest möglichst klein zu halten, wird einerseits per Hardware versucht, genug Energiepuffer (Kondensatoren in der Versorgung) bereitzuhalten, so dass ein Arbeitsvorgang noch zu Ende geführt werden kann, andererseits ist die Software so ausgelegt, dass die Arbeitsschritte möglichst „atomar“ ausgelegt sind, das heißt die empfindliche Zeitspanne mit unvollständigen Dateneinträgen so kurz wie möglich gehalten wird. Wenn dies im Extremfall dann doch nicht hilft, gibt es als neuere Entwicklung sogenannte Journaling-Dateisysteme, die in einem zusätzlichen Bereich des Speichermediums Buch über jeden Arbeitsschritt führen, so dass im Nachhinein rekonstruiert werden kann, was noch erledigt werden konnte und was nicht mehr.
Eigene Gesichtspunkte gibt es bei Flash-Speichern, indem diese beim Löschen und Wiederbeschreiben einem Verschleiß ausgesetzt sind, der je nach Typ nur ca. 100.000 bis 1.000.000 Schreibzyklen zulässt. Dabei können in der Regel nicht einzelne Bytes für sich gelöscht werden, sondern meist nur ganze Blöcke (von je nach Modell variierender Größe) auf einmal. Das Dateisystem kann hier daraufhin optimiert werden, dass es die Schreibvorgänge möglichst gleichmäßig über den gesamten Speicherbereich des Flash-Bausteins verteilt und beispielsweise nicht einfach immer bei Adresse 0 anfängt zu schreiben. Stichwort: Wear-Leveling-Algorithmen.
Dem Aspekt der Datensicherheit gegenüber Ausspähung durch Unberechtigte dienen Dateisysteme, die alle Daten verschlüsseln können, ohne dass andere Schichten des Betriebssystems dafür Aufwand zu treiben bräuchten.
Eine weitere Gefahrenquelle für die Integrität der Daten besteht in Schreibaktionen, die von irgendwelcher Software unter Umgehung des Dateisystems direkt auf physische Adressen auf dem Speichermedium erfolgen. Bei älteren Betriebssystemen war das ohne weiteres möglich und führte zu entsprechend häufigen Datenverlusten. Neuere Betriebssysteme können diese tieferen Ebenen wesentlich effektiver vor unautorisiertem Zugriff schützen, so dass mit den Rechten eines Normalbenutzers gar kein direkter Zugriff auf physische Medienadressen mehr erlaubt ist. Wenn bestimmte Diagnose- oder Reparatur-Dienstprogramme (Tools) so einen Zugriff doch benötigen, müssen sie mit Administratorrechten ausgestattet sein.

### Lebenszyklusaspekte
Bei der Migration von Dateibeständen, etwa aufgrund einer Systemablösung, müssen häufig Dateien von einem Dateisystem auf ein anderes übernommen werden. Das ist im Allgemeinen ein schwieriges Unterfangen, denn viele Dateisysteme sind untereinander funktional nicht kompatibel, d. h. das Zieldateisystem kann nicht alle Dateien mit allen Attributen aufnehmen, die auf dem Quelldateisystem gespeichert sind. Ein Beispiel hierfür wäre die Migration von NTFS-Dateien mit Alternate Data Streams auf ein Dateisystem ohne Unterstützung für solche Streams.